# Stadion Błękitnych Kielce
Stadion Błękitnych Kielce – nieistniejący już wielofunkcyjny stadion w Kielcach, w Polsce. Istniał w latach 1925–2004. Mógł pomieścić 20 000 widzów. Na stadionie swoje spotkania rozgrywali piłkarze klubu Błękitni Kielce. W latach 2004–2006 w jego miejscu wybudowano nowy, typowo piłkarski Stadion Miejski.

## Historia
Obiekt został wybudowany z inicjatywy działaczy kieleckiego Sokoła. Pierwotnie powstało jedynie boisko, otwarte wiosną 1925 roku. W II połowie lat 30. XX wieku dokonano rozbudowy obiektu, a otwarcie po modernizacji miało miejsce 18 maja 1939 roku. Obiekt wyposażono wówczas w bieżnię lekkoatletyczną, boisko treningowe, boiska do piłki ręcznej, siatkówki i koszykówki, korty tenisowe, strzelnicę, szatnie i pomieszczenia biurowe. Po wybuchu II wojny światowej początkowo ze stadionu korzystały drużyny niemieckie, później obiekt nie był używany. Po wojnie stadion przejął nowo powstały klub Partyzant Kielce (późniejsza Gwardia, następnie Błękitni). Po wojnie kilkakrotnie modernizowano stadion. Na przełomie lat 80. i 90. XX wieku tuż obok powstała również hala sportowa i hotel. W 2000 roku klub Błękitni Kielce został zlikwidowany, a stadion służył później już głównie do organizacji koncertów oraz festynów. 22 listopada 2004 roku w miejscu starego stadionu rozpoczęła się budowa nowego, typowo piłkarskiego Stadionu Miejskiego na ponad 15 000 widzów. Tym samym stadion Błękitnych uległ likwidacji. Nowy stadion został otwarty 1 kwietnia 2006 roku. W przeszłości stadion gościł występy Błękitnych Kielce w II lidze (łącznie 18 sezonów), odbywały się na nim także mecze reprezentacji juniorskich i olimpijskich. 9 lipca 1967 roku na obiekcie rozegrano finał Pucharu Polski (Wisła Kraków – Raków Częstochowa 2:0 pd.).